# Іграшковий замок
Іграшковий замок (англ. Toy Castle) — канадський телесеріал в жанрі фентезі. Прем'єра серіалу відбулася в Канаді 3. січень 2000 року в каналі Treehouse.

## Стислий сюжет
Only at night, when stars shines so bright, does the Toy Castle start its day. Only at night, when your eyes are shut tight, to the wondrous toys start to play.— Рік Джонс, Вступна заставка
Quand vient la nuit, tu fermes les yeux et les étoiles brillent dans les cieux alors le château magique se réveille et le jouet magnifique sortent de leur sommeil.— Марк Шарбонно, Вступна заставка
Лише вночі, коли зорі світять так яскраво, в іграшковому замку починається день. Лише вночі, коли очі заплющені, дивовижні іграшки починають гру.— Український переклад
Він заснований на казці «Непохитний олов'яний солдатик» Ганс Крістіан Андерсена. Коли діти сплять, їх іграшки чарівним чином оживають і розігрують історію на тлі чарівного замку. Коли діти прокидаються, іграшки набувають свого звичайного вигляду.

## Ролі озвучували
- Джорден Морріс — Солдат
- Елізабет Олдс — Балерина
- Дженніфер Велсман — Пастух
- Кейр Найт — Клоун
- Йосуке Міно — Гобліни
- Саяка Карасугі — Регдолли
- Ворон С. Вайлдер — Матрос
- Девід Лукас — Стронгмен
- Андреа Міслан — Фріда
- Софія Костянтин — Фредрік
- Андреа Міслан — Мати-миша
- Майкл Флінн — Батько-Миша
- Корінн Вісей — Маленька-Миша

## Нагороди
2003 — Телесеріал «The Toy Castle» був нагороджений Gemini Awards 2003 — Best Pre-School Program or Series.